# ترشتیچ
ترشتیچ (به لاتین: Třeštice) یک سکونتگاه مسکونی در جمهوری چک است که در Jihlava District واقع شده‌است.

## خصوصیات
ترشتیچ ۷٫۰۱ کیلومترمربع مساحت و ۱۱۳ نفر جمعیت دارد و ۵۸۲ متر بالاتر از سطح دریا واقع شده‌است.